# Hiroaki Mizutani
Hiroaki Mizutani (jap. 水谷 浩章, Mizutani Hiroaki; * 1963 in der Präfektur Saitama) ist ein japanischer Jazzmusiker (Kontrabass, E-Bass).
Hiroaki Mizutani arbeitete ab den 1990er-Jahren in der japanischen Jazzszene; erste Aufnahmen entstanden 1992 mit der Flötistin Tamami Koyake (Lady's Blues). In den folgenden Jahren spielte er u. a. mit Shoji Aketagawa, dem Kōichi Matsukaze Trio (A Day in Aketa, 1994), in der Formation LowBlow – (Album Cafe Ojisan (カフェおじさん; 1997), mit Masakuni Takeno, Kenichi Matsumoto, Taisei Aoki, Ryoichi Saito und Akira Sotoyama) sowie in der Band Tipographica (mit Osamu Matsumoto, Naruyoshi Kikuchi, Tsuneo Imahori, Akira Minakami, Akira Sotoyama), die sich stilistisch zwischen Prog-Rock und Free Jazz bewegte und  mit der er vier Alben einspielte. In den 2000er-Jahren war er außerdem mit Hiroshi Minami, im Trio Phonolite (mit Sadanori Nakamure, Akira Sotoyama) und Otomo Yoshihides New Jazz Ensemble und dessen New Jazz Quintet im Aufnahmestudio.